# Les Gorilles (film, 1964)
Pour les articles homonymes, voir Les Gorilles.
Pour plus de détails, voir Fiche technique et Distribution.
Les Gorilles est un film français réalisé par Jean Girault et sorti en 1964.

## Synopsis
Sensibles au charme des hôtesses de l'aéroport d'Orly, où ils sont nouvellement bagagistes, Édouard et Félix, anciens « gorilles », accumulent erreurs et distractions. Ils viennent ainsi d'égarer la valise d'un diamantaire en provenance d'Amsterdam. Celle-ci a probablement été considérée à tort comme arrivant du vol de Téhéran à la suite d'un accident de tracteur à bagages. Le passager se montre si furieux de cette grave perte que nos gorilles vont tout mettre en œuvre pour retrouver le précieux bagage. Il semble évident que la valise doit se trouver entre les mains d'un des passagers de l'autre vol. Mais lequel ? La chasse au trésor va conduire nos deux farfelus auprès des personnages les plus divers et dans les lieux les plus inattendus.

## Fiche technique
- Réalisateur : Jean Girault, assisté de Marc Simenon
- Scénario : Jean Girault, Jacques Vilfrid
- Dialogues : Jacques Vilfrid
- Photographie : Marc Fossard
- Montage : Jean-Michel Gautier
- Musique : Paul Mauriat, Raymond Lefevre
- Décors : Sydney Bettex
- Son : René Sarazin, assisté de Fernand Janisse
- Producteur : Raymond Danon
- Sociétés de production : Comacico, Les Films Copernic
- Pays de production :  France
- Format : noir et blanc — monophonique — 35 mm
- Genre : Comédie
- Durée : 100 minutes
- Date de sortie : 
  - France : 23 décembre 1964
- Affiche : Clément Hurel (France)

## Distribution
- Darry Cowl : Édouard, bagagiste, faux contractuel et faux baron
- Maria Pacôme : Josepha
- Francis Blanche : Félix, bagagiste et faux truand
- Michel Galabru : le contractuel débutant
- Michel Constantin : Otto
- Béatrice Altariba : Sylvie Danlevent
- Jean Carmet : La Fauche
- Maurice Chevit : le vrai contractuel
- Robert Dalban : Montécourt, un jockey
- Henri Attal : La Tignasse
- Mario David : Bercy, un clochard
- Guy Delorme : Le Toulousain
- Robert Destain : un butler
- Bernard Dhéran : Hubert Loisif, secrétaire de Josepha
- Pierre Doris : le représentant en vins
- Jacques Fabbri : l'agent de Neuilly
- Guy Grosso : un agent cycliste
- Jess Hahn : le maquilleur
- Jean Le Poulain : le metteur en scène farfelu
- Jean Lefebvre : le machiniste
- Michel Modo : un agent cycliste
- Paul Préboist : l'agent d'Orly
- Pierre Tornade : l'agent de police
- Michel Tureau : l'apprenti jockey
- Henri Virlojeux : un gardien
- Grégoire Aslan : Maître Lebavard
- Clément Harari : le magicien Rhâ-Té
- André Badin : un automobiliste
- Jean-Pierre Bertrand : l'automobiliste coléreux
- Jean-Paul Blonday : un invité
- Florence Blot : une salutiste
- Maurice Bourbon : le jardinier
- Alain Bouvette : La Tronche
- Willy Braque : L'Araignée
- Bernard Charlan : le chef du personnel d'Orly
- Katia Christina : Laurence
- Jacques Ciron : un consommateur
- Pierre Collet : ue gardien à la Santé
- Serge Davri : le dictateur cubain
- Jean Degrave : le barman
- Philippe Dumat : Frank Danlevent
- Yves Elliot : le patron du bistrot
- Maurice Gardett : l'assistant metteur en scène
- Maurice Garrel : La Lame
- Rudy Lenoir : Lucien
- Antoine Marin : La Brioche
- Maryse Martin : la concierge
- Jacques Préboist : un bagagiste
- Maria Rosa Rodriguez : Laetitia
- Jacques Seiler : le valet de Josepha
- Jean Valmence : Eric
- Patricia Viterbo : Claudine Carter
- Jean-Pierre Zola : Yann Lédiam
- Juliette Villard : Une salutiste
- Gérard Darrieu
- Madeleine Delavaivre
- Maryse Guy Mitsouko
- Jacques Galland
- Henri Lambert
- Lisette Lebon
- Jacques Sorgniard
- Louis Viret